# Abhandlungen der Königlichen Akademie der Wissenschaften zu Berlin
Abhandlungen der Königlichen Akademie der Wissenschaften zu Berlin, (abreujat Abh. Königl. Akad. Wiss. Berlin), va ser una revista il·lustrada amb descripcions botàniques. Es va publicar a Berlín des de 1815 fins a 1907. Va ser reemplaçada per Abhandlungen der Königlish Preussischen Akademie der Wissenschaften. Physikalisch-mathematische Classe.